# Godinotia
Godinotia – wymarły rodzaj małpiatki z rodziny Adapidae żyjący w eocenie, około 49 milionów lat temu. Jest to jedna z najwcześniejszych znanych małpiatek.

## Nazwa
Nazwa rodzajowa pochodzi od badacza naczelnych Marca Godinota.

## Wielkość i morfologia
Mierzyła około 30 cm długości, posiadając długi ogon. Przypominała wyglądem dzisiejsze lemury. Jej wielkie oczy prawdopodobnie stanowiły wyraz przystosowania do nocnego trybu życia. Z kolei odnalezione kości kończyn sugerują, że większą część życia spędzała na drzewach.

## Pożywienie
Prawdopodobnie zwierzę to spożywało owoce i drobne bezkręgowce.. Świadczą o tym odnalezione zęby. Niektóre źródła podają, że owoce jadła okazjonalnie, a insekty stanowiły główny element jej diety.

## Występowanie
Prawdopodobnie zamieszkiwała lasy tropikalne na terenie dzisiejszych Niemiec.

## Odkrycie
Pozostałości tego zwierzęcia odnaleziono na terenie Messel Shales (dzisiejsze Niemcy). Jej bliscy krewni znani są z wielu miejsc w Europie.